# Tàu tốc hành Hàn Quốc
Tàu tốc hành Hàn Quốc (tiếng Hàn Quốc: 한국고속철도, n.đ. 'Đường sắt cao tốc Hàn Quốc', tiếng Anh: Korea Train eXpress viết tắt KTX, 케이티엑스 Kei-ti-ek-seu) là hệ thống đường sắt cao tốc của Hàn Quốc, được vận hành bởi Korail. Việc xây dựng bắt đầu trên tuyến cao tốc từ Seoul đến Busan vào năm 1992. Dịch vụ KTX đã được triển khai vào ngày 1 tháng 4 năm 2004.
Từ Seoul, các tuyến KTX tỏa ra với các điểm dừng tại Seoul, Yongsan về phía Busan và Gwangju, và từ Suseo của quận Gangnam với các trạm trung gian ở thành phố New Dongtan và Jije của Tàu điện ngầm Seoul tuyến 1 ở Pyeongtaek. Một dòng mới từ Wonju đến Gangneung đã được hoàn thành vào tháng 12 năm 2017 để phục vụ Thế vận hội Mùa đông 2018 ở Pyeongchang.
Tốc độ tối đa cho các chuyến tàu trong dịch vụ thường xuyên hiện là 305 km/h (190 mph), mặc dù cơ sở hạ tầng được thiết kế cho 350 km/h (217 mph). Các cổ phiếu ban đầu được dựa trên TGV Réseau của Alstom, và được xây dựng một phần tại Hàn Quốc. HSR-350x được phát triển trong nước, đạt tốc độ 352,4 km/h (219,0 mph) trong các thử nghiệm, dẫn đến một loại tàu cao tốc thứ hai hiện do Korail, KTX Sancheon. Tàu KTX thế hệ tiếp theo, HEMU-430X, đạt 421,4 km/h vào năm 2013, đưa Hàn Quốc trở thành quốc gia thứ tư trên thế giới sau Nhật Bản, Pháp và Trung Quốc phát triển tàu cao tốc chạy trên đường sắt thông thường với tốc độ trên 420 km/h.